# Kod doskonały
Kod doskonały
jest to kod korygujący t błędów taki, że w jego tablicy standardowej znajdują się wszystkie postacie wektorów błędu zawierające t lub mniej błędów i nie ma w niej żadnych innych postaci wektorów błędu.
Kod doskonały jest więc w stanie skorygować wszystkie ciągi odebrane w przestrzeni Y, znajdujące się na powierzchni hiperkuli w odległości Hamminga równej t i nie jest w stanie skorygować żadnych ciągów odebranych znajdujących się w odległości Hamminga większej niż t.
Przykładem kodu doskonałego są kody Hamminga:(3,1), (7,4), (15,11), (31,26), (63, 57) ...